# Nazionale maschile di pallavolo del Liechtenstein
La nazionale maschile di pallavolo del Liechtenstein è una squadra europea composta dai migliori giocatori di pallavolo del Liechtenstein ed è posta sotto l'egida della Federazione pallavolistica del Liechtenstein.

## Risultati

### Competizioni CEV
| 2000 | 6º posto        | Convocazioni |
| 2002 | non qualificata | -            |
| 2004 | non qualificata | -            |
| 2007 | non qualificata | -            |
| 2009 | non qualificata | -            |
| 2011 | non qualificata | -            |
| 2013 | non qualificata | -            |
| 2015 | non qualificata | -            |
| 2017 | non qualificata | -            |
| 2019 | non qualificata | -            |
| 2022 | non qualificata | -            |
| 2023 | non qualificata | -            |
| 2024 | 4º posto        | Convocazioni |

### Competizioni zonali
| 1987 | ?               |              |
| 1989 | 3º posto        | Convocazioni |
| 1991 | 2º posto        | Convocazioni |
| 1993 | 3º posto        | Convocazioni |
| 1995 | ?               | -            |
| 1997 | ?               | -            |
| 1999 | ?               | -            |
| 2001 | ?               | -            |
| 2003 | non qualificata | -            |
| 2005 | non qualificata | -            |
| 2007 | non qualificata | -            |
| 2009 | non qualificata | -            |
| 2011 | non qualificata | -            |
| 2013 | non qualificata | -            |
| 2015 | non qualificata | -            |
| 2017 | non qualificata | -            |
| 2019 | non qualificata | -            |